# Monumentul Vânătorilor din Ploiești

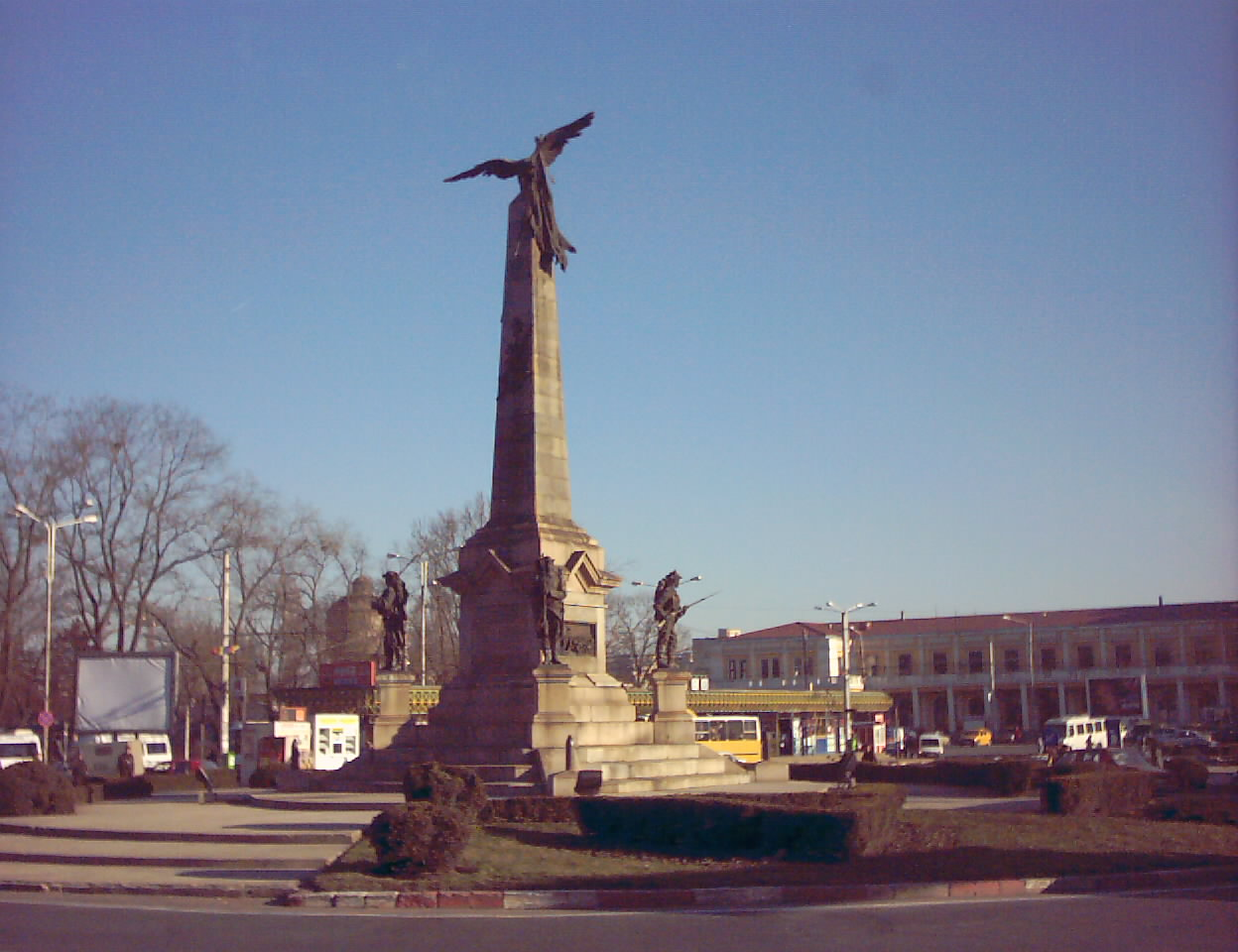
Monumentul Vânătorilor, 2008

Monumentul Vânătorilor a fost construit în cinstea prahovenilor din Batalionul 2 Vânători (condus de Alexandru Candiano-Popescu), care a contribuit hotărâtor la prima mare victorie românească din Războiul de Independență, atacul de la Grivița (30 august 1877).
După război, un grup foști combatanți, împreună cu alți tineri entuziaști, au început să strângă fonduri pentru ridicarea monumentului. În 7 ani au contribuit 20.000 de oameni, din toată țara, și construcția a fost acordată sculptorului Giorgio Vasilescu.

Monumentul Vânătorilor, poză interbelică

Monumentul a fost dezvelit la 12 octombrie 1897 și are o concepție amplă, triumfală. Combină în jurul unui obelisc înalt de granit, așezat pe un soclu cubic, elemente simbolice din bronz, reprezentând, în vârf, un vultur cu aripile desfăcute, ținând în cioc un stindard, statuile a patru vânători, precum și altoreliefuri cu scene de luptă, alegorii prezentând pe Zeița Victoriei.
Amplasat mai întâi pe rondul dinspre centru al Bulevardului Independenței, a fost montat, după bombardamente (1954), în scuarul de lângă Pasajul superior Ploiești și apoi (1980) în centrul sensului giratoriu din fața Gării Ploiești-Sud. Monumentul este înscris pe lista monumentelor istorice din județul Prahova, cu codul  PH-III-m-A-16863.